# Изброен тип
Изброеният тип (на английски: enumeration / enum - изброяване, списък) е конструкция, наподобяваща клас, в която обаче можем да декларираме само логически свързани константи.
Изброените типове могат да приемат стойности само измежду изброените в типа константи. Променлива от изброен тип може да има за стойност някоя измежду изброените в типа стойности (константи), но не може да има стойност null.

## Изборен тип (enumeration / enum), като понятие в компютърната наука
Изборен тип на колекция от елементи представлява подреден списък с всички елементи от тази колекция. Този тип колекции навлиза в информатиката от комбинаториката и по-точно изброителната комбинаторика, която се занимава с изброяването на начините по които дадена структура може да бъде подредена. Класически примери за това е пресмятането на пермутации и вариации. В статистиката се нарича още статистическа съвкупност, това е съвкупност от голям брои случаи.
В повечето съвременни езици(обектно ориентирани) за програмиране се използва изборен тип, който се представя в паметта на компютъра, като подреден списък от константи. Ползването на константи вместо просто променливи, има положителен ефект върху чистотата и прилежността на програмния код, което е една от основните причини за въвеждането на изборен тип в информатиката. Използване на изброен тип се среща в програмни езици като C#, Java и други.

## Изборен тип в C#
Изброените типове в C# се декларират с помощта на запазената дума enum и се състоят от множество именувани константи. Наследяват типа System. Enum. Вътрешно се представят с int, но може да се зададе и друг числов тип. Силно типизирани са – превръщат се в int експлицитно.

### Декларация на enum в C#
В общия случай:
```
[<modifiers>]
 
enum
 
<
enum_name
>

{

 
constant1
[
=
value1
]
 
[,
 
constant2
[
=
value2
]]
 
[,
 
...]

}

```

Обяснение на параметрите:
- <modifiers> – незадължителен параметър, който определя нивото на достъп до параметрите в дадена конструкция. Примери за modifier са public, private, protected, internal.
- <enum_name> – име на блока. Задължително поле, което се използва всеки път, когато искаме да използваме някоя от константите, декларирани в тялото на нашия блок. Важно при избора на име е спазването на правилата за имена на класове в C# (за повече информация C# Help).
- costant – самите константи. Те са задължителна част от декларацията на нашия блок. Отделят се една от друга със запетая и са от тип – името на нашия блок(enum_name).
- value – опционален параметър в случаите, в които искаме да декларираме числова константа. Приемат се за константи само цели числа.

Пример за декларация на константи с дните от седмицата:
```
enum
 
Days

{

 
Monday
,
 
Tuesday
,
 
Wednesday
,
 
Thursday
,
 
Friday
,
 
Saturday
,
 
Sunday

}

```

В този случай константите в блока са от тип Days!
Всяка константа в един изброен тип представлява текстово представяне на някакво цяло число. По подразбиране, това число е индексът на константата в списъка от константи на изброения тип. Тази числова стойност може да бъде променена като по време на декларацията присвоим стойността, която предпочитаме, на всяка една от константите:
```
enum
 
CarsManufactureDates

{

 
PorscheCarrera
 
=
 
2001
,
 
MercedesBenzCLS
 
=
 
2006
,
 
AlfaRomeoSpiderJTS
 
=
 
2009

}

```

### Извикване на константи от блок enum
Примера за извикване на константи, използвайки блока дефиниран по-горе:
```
//Декларираме клас с помощта на който ще извикаме enum блока CarsManufactureDates.

public
 
class
 
CarShop

{

 
public
 
CarsManufactureDates
 
date
;

 
public
 
CarShop
(
CarsManufactureDates
 
date
)

 
{

 
this
.
date
 
=
 
date
;

 
}

 
public
 
CarsManufactureDates
 
Date

 
{

 
get
 
{
 
return
 
date
;
 
}

 
}

}

static
 
void
 
Main
()

{

 
//Създаваме два нови класа от туп CarShop.

 
CarShop
 
myCar
 
=
 
new
 
CarShop
(
CarsManufactureDates
.
PorscheCarrera
);

 
CarShop
 
mySecondCar
 
=
 
new
 
CarShop
(
CarsManufactureDates
.
AlfaRomeoSpiderJTS
);

 
//Ако не конвертираме към int ще получим името на нашата константа вместо стойността(value).

 
Console
.
WriteLine
(
"My first car is manufactured in {0}. "
,
 
(
int
)
myCar
.
Date
);

 
Console
.
WriteLine
(
"My second cars name is {0}. "
,
 
mySecondCar
.
Date
);

}

```

При компилиране на горния код получаваме следния резултат:
```
My first car is manufactured in 2001.
My second cars name is PorscheCarrera.

```

### Изброен тип с битови флагове
Изброеният тип може да се използва за дефиниране на битови флагове, които позволяват променлива от изброен тип да съдържа комбинация от стойностите, които са дефинирани в изпроения списък. Изброеният тип с битови флагове се създава чрез използването на атрибута System. FlagsAttribute и задаване на подходящи стойности на константите, така че върху тях да могат да се приложат побитови операции като AND, OR, NOT and XOR.
В примера по-долу е дефиниран изброен тип Days2. Типът има Flags атрибут и на всяка константа е присвоена следващата по-висока степен на двойката:
```
[Flags]

enum
 
Days2

{

 
None
 
=
 
0
,
 
//0x0

 
Sunday
 
=
 
1
,
 
//0x1

 
Monday
 
=
 
2
,
 
//0x2

 
Tuesday
 
=
 
4
,
 
//0x4

 
Wednesday
 
=
 
8
,
 
//0x8

 
Thursday
 
=
 
16
,
 
//0x10

 
Friday
 
=
 
32
,
 
//0x20

 
Saturday
 
=
 
64
 
//0x40

}

class
 
MyClass

{

 
Days2
 
meetingDays
 
=
 
Days2
.
Tuesday
 
|
 
Days2
.
Thursday
;

}

```

За сетване на флаг на enum се използва побитовата операция OR:
```
// Инициализиране с два флага

meetingDays
 
=
 
Days2
.
Tuesday
 
|
 
Days2
.
Thursday
;

// Сетване на допълнителен флаг

meetingDays
 
=
 
meetingDays
 
|
 
Days2
.
Friday
;

Console
.
WriteLine
(
"Meeting days are {0}"
,
 
meetingDays
);

```

```
Meeting days are Tuesday, Thursday, Friday
```

Изтриване на флаг се извършва чрез побитовата операция XOR:
```
meetingDays
 
=
 
meetingDays
 
^
 
Days2
.
Tuesday
;

Console
.
WriteLine
(
"Meeting days are {0}"
,
 
meetingDays
);

```

```
Meeting days are Thursday, Friday
```

Проверка за това дали даден флаг е сетнат се прави с побитовата операция AND:
```
bool
 
test
 
=
 
(
meetingDays
 
&
 
Days2
.
Thursday
)
 
==
 
Days2
.
Thursday
;

Console
.
WriteLine
(
"Thursday {0} a meeting day."
,
 
test
 
==
 
true
 
?
 
"is"
 
:
 
"is not"
);

```

```
Thursday is a meeting day.
```

## Изброен тип в Java
Изброеният тип може да се дефинира, както и в езика C#, по следния начин:
```
public
 
enum
 
Currency
 
{
USD
,
 
EUR
,
 
BGN
,
 
GBP
};

```

Инстанция на изброен тип се създава, когато някоя от константите се извика за първи път в кода.
На константите могат да бъдат присвоени стойности по време на създаване:
```
public
 
enum
 
Currency
 
{
USD
(
1
),
 
EUR
(
5
),
 
BGN
(
10
),
 
GBP
(
25
)};

```

За да работи това присвояване, е нужно да се дефинира член-променлива и конструктор, тъй като, например BGN(10),
вика конскруктор, който приема int стойност:
```
public
 
enum
 
Currency
 
{

	
USD
(
1
),
 
EUR
(
5
),
 
BGN
(
10
),
 
GBP
(
25
);

 
private
 
int
 
value
;

	
private
 
Currency
(
int
 
value
){

	
this
.
value
 
=
 
value
;

 
}

};

```

Конструкторите трябва да са с модификатор за достъп private. За достъпване на стойностите, асоциирани с
всяка константа, може да се дефинира публичен метод getValue() в самия изброен тип, подобно на дефиниране на метод в клас:
```
public
 
enum
 
Currency
 
{

	
USD
(
1
),
 
EUR
(
5
),
 
BGN
(
10
),
 
GBP
(
25
);

 
private
 
int
 
value
;

	
private
 
Currency
(
int
 
value
){

	
this
.
value
 
=
 
value
;

 
}

 
public
 
int
 
getValue
(){

 
return
 
code
;

 
}

};

```

За разлика от C# в езика Java, изброеният тип може да има конструктор, инстансни полета и методи.

## Изброен тип в C/C++
Декларацията на изброения тип в C и C++ става по подобен на предходните начин (опростена схема):
```
enum [идентификатор] [клас|структура] {елементи};

```

Идентификаторът е името на изброения тип. Класът и структурата са незадължителни спецификатори, а елементите са поредицата от елементи за дадения изборен тип.
```
enum
 
Months
{
 
January
,
 
February
,
 
April
,
 
May
,
 
June
,

 
June
,
 
July
,
 
August
,
 
September
,

 
October
,
 
November
,
 
December
};

```

Всяка стойност от изброения тип става енумератор, т.е. има своя стойност, съответстваща на нейната позиция. По подразбиране стойностите започват от 0, но може да бъде зададена и ръчно, като всяка следваща се увеличава с единица:
```
enum
 
Months
{
 
January
 
=
 
1
,
 
February
,
 
March
 
April
,
 
May
,
 
June
,

 
June
,
 
July
,
 
August
,
 
September
,

 
October
,
 
November
,
 
December
};

```

Така February ще е със стойност 2, March ще е с 3 и т.н.
Всяка стойност от изброения тип се третира като константа и трябва да бъде уникална за него.
Има малка разлика в декларирането в C и C++. В C ключовата дума enum е задължителна, докато в C++ тя може да бъде пропусната